# Xantelasma
Xantelasma, (del griego ξανθός xanthós «amarillo» y ἔλασμα élasma «lámina metálica») es un término médico usado para denominar zonas pigmentadas amarillentas situadas en los párpados, especialmente en la zona cercana al lagrimal. 

## Características
Los xantelasmas están formados por depósitos de macrófagos espumosos que pueden llegar a pequeños acúmulos (tumoraciones) benignos, que pueden encontrarse en otras áreas de la piel y son llamados xantomas (levantamientos grasos de ésteres de colesterol).

## Causas
Los xantelasmas son frecuentes en personas adultas con trastornos metabólicos como la hipercolesterolemia, diabetes y cirrosis biliar. Sin embargo no es extraño que aparezcan en personas que no presentan ninguno de los trastornos antes señalados.
De hecho suele ser muy frecuente en personas sin ninguna patología ni alteración analítica.
En cirugía plástica puede asociarse una blefaroplastia para la exéresis de los xantelasmas.